# Congrès de Nuremberg
 (février 2022).
Si vous disposez d'ouvrages ou d'articles de référence ou si vous connaissez des sites web de qualité traitant du thème abordé ici, merci de compléter l'article en donnant les références utiles à sa vérifiabilité et en les liant à la section « Notes et références ».

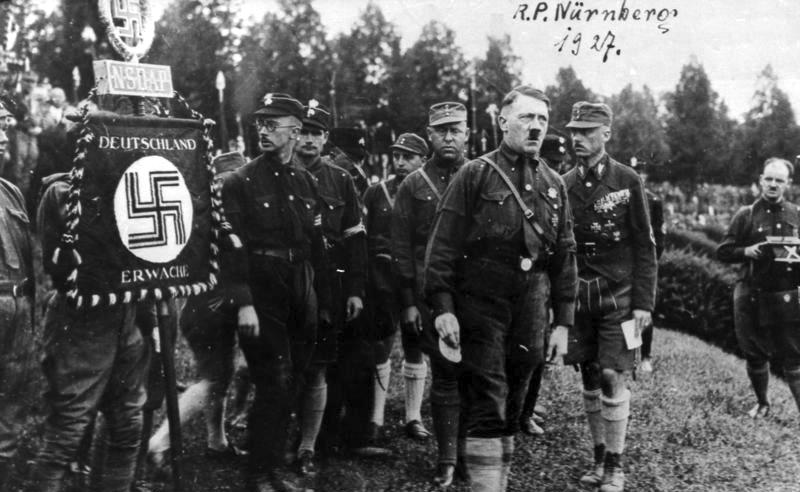
Premier congrès du parti à Nuremberg, en 1927 ; derrière Hitler, on distingue, de gauche à droite, des nazis « de la première heure » : Himmler, Hess, Gregor Strasser, Franz Pfeffer von Salomon.

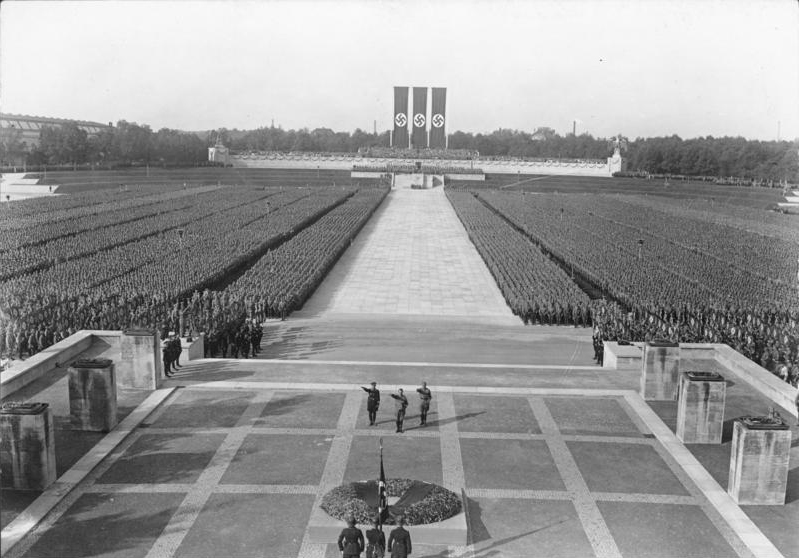
Congrès du parti : en septembre 1934, de gauche à droite, Himmler, Hitler et Lutze saluent la flamme du souvenir en l'honneur des soldats de la Première Guerre mondiale, dans le cadre d’un immense rassemblement.

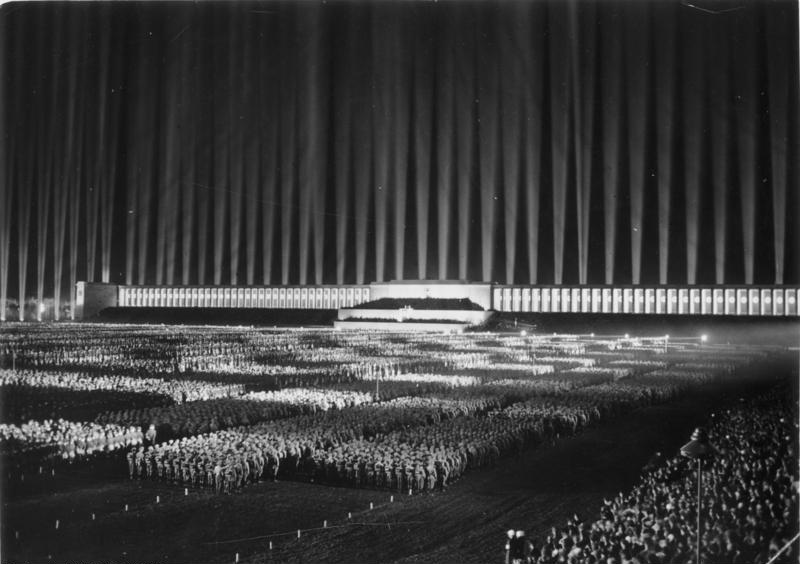
« Cathédrale de lumière » pour le congrès de septembre 1936.

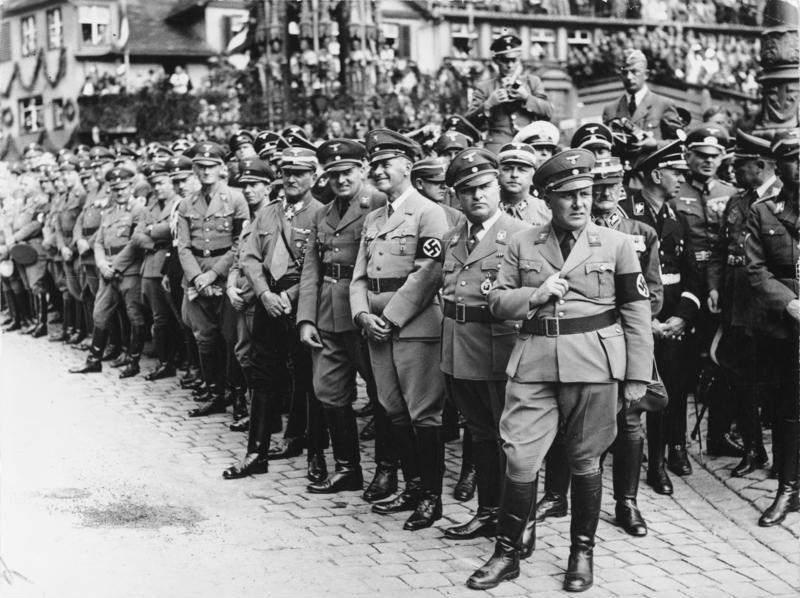
Reichsparteitag de septembre 1938 dans une rue du Vieux Nuremberg ; de droite à gauche, une suite de hauts dignitaires nazis : Bormann, Ley, Frick, Hans Frank, Franz von Epp, Goebbels et Buch.

Le congrès de Nuremberg ou congrès du parti du Reich (en allemand : Reichsparteitag) est le rassemblement annuel du parti nazi (le Parti national-socialiste des travailleurs allemands, abrégé en NSDAP) qui s'est tenu de 1933 à 1938 en Allemagne. À partir de l'arrivée au pouvoir d'Adolf Hitler en 1933, il se tient au Reichsparteitagsgelände, gigantesque complexe construit par Albert Speer à Nuremberg. Il sert d'instrument de propagande nationale-socialiste. La cinéaste Leni Riefenstahl en tire le film Le Triomphe de la volonté.

## Histoire
Adolf Hitler choisit la prestigieuse cité médiévale de Nuremberg pour y tenir le congrès annuel du NSDAP, en raison de son accessibilité à travers le réseau ferroviaire de l'époque.
En 1927 et en 1929 déjà, deux congrès avaient eu lieu à Nuremberg, puis ceux-ci sont interdits par la municipalité jusqu'au moment où Hitler devint chancelier du Reich. À partir de 1933, il en fait la ville officielle de tous les futurs congrès.
Nuremberg sert de décor pour exalter la grandeur passée de l'Allemagne (présence d'églises gothiques, d'un château fort, de maisons médiévales) et la rattacher au projet du Reich nazi à venir. Les congrès du NSDAP attirent jusqu'à un million de personnes durant une semaine. Une place importante est consacrée à des marches et défilés des différentes organisations nazies (SS, SA, Jeunesses hitlériennes, Ligue des jeunes filles allemandes, Service du travail du Reich, etc.). Le congrès se termine par la journée de l’Armée allemande.
10 congrès furent organisés :
- en 1923 – Le 1er congrès eut lieu à  Munich le 27 janvier 1923.
- en 1926 – Le 2e congrès (« Congrès de la Refondation ») eut lieu à Weimar les 3 et 4 juillet 1926.
- en 1927 – Le 3e congrès (« Le jour de l'éveil ») eut lieu à Nuremberg du 19 au 21 août 1927 (ce congrès est narré par Joseph Goebbels dans son livre Combat pour Berlin).
- en 1929 – Le 4e congrès (« Le jour du calme ») eut lieu à Nuremberg du 1er au 4 août 1929.
- en 1933, le 5e congrès dit « de la Victoire » (en l’honneur de l'accession au pouvoir de Hitler le 30 janvier 1933) se tient du 30 août 1933 au 3 septembre 1933 ;
- en 1934, le 6e congrès — sans titre initialement — finalement baptisé « de la Volonté » (d'après le titre du film de Leni Riefenstahl), se tient du 5 au 10 septembre ;
- en 1935, le 7e congrès dit « de la Liberté » (exprimée par le rétablissement du service militaire obligatoire, qui avait été interdit dès 1919, au vu des dispositions du traite de Versailles et qui avait prévu uniquement  une armée d'engagés de 100 000 militaires pour l'armée de terre et de 20 000 marins) se tient du 10 au 16 septembre 1935. C'est au cours de celui-ci que sont proclamées le 15 septembre les premières mesures antisémites ou lois  de Nuremberg ;
- en 1936, le 8e congrès dit « de l'Honneur » (au vu, selon les nazis, de la remilitarisation de la Rhénanie décidée le 7 mars 1936) se tient du 8 au 14 septembre 1936 ;
- en 1937, le 9e congrès dit « du Travail » (évoquant les succès contre le chômage depuis 1933) se tient du 6 au 13 septembre 1937 ;
- en 1938, le 10e congrès dit « de la grande Allemagne » (du fait de l'annexion de l'Autriche, dit Anschluss[d],  le 12 mars 1938) se tient du 5 au 12 septembre 1938 ;
- en 1939, le 11e congrès avait été initialement prévu du 2 au 11 septembre 1939 sous le nom de « congrès de la Paix ». Il est discrètement annulé, compte tenu des tensions diplomatiques entre l'Allemagne, la Pologne et les autres pays ainsi qu'en raison des préparatifs du déclenchement de la Seconde Guerre mondiale, qui débute le 1er septembre 1939. Le congrès n'aura donc pas lieu.
- au cours de la Seconde Guerre mondiale, il n' y aura aucun « Reichsparteitag » ou congrès annuel du NSDAP.